# Greenport (tuinbouw)
Een Greenport is de term die in Nederland wordt gebruikt voor een grote tuinbouwcluster, waarin planten, bomen, bollen, bloemen en groenten worden geproduceerd en verhandeld.
Het grootste deel van de productie gebeurt onder glas (de glastuinbouw), maar een belangrijk deel - vooral de bollenteelt en boomsierteelt - ook in de open lucht. Behalve productie en handel is er sprake van een hele keten van activiteiten met kassenbouw, techniek, transport, onderwijs en onderzoek, veredeling e.d. Alles bij elkaar vertegenwoordigen de Greenports een grote economische waarde, ook internationaal gezien. De totale productiewaarde van de tuinbouwsector ligt op 7 miljard euro per jaar (2003) met een constante groei van 2 tot 4 procent per jaar.
Het concept Greenports is geïntroduceerd in de Nota Ruimte (2004) van het ministerie van VROM en in die nota zijn de volgende gebieden als Greenport aangewezen:
1. Zuid-Hollands glasdistrict (Westland en Oostland, inclusief Zuidplaspolder )
2. Aalsmeer en omgeving
3. Venlo
4. Bollenstreek
5. Boskoop
6. Noord-Holland Noord

De naam greenport is ontleend aan het begrip mainport, zoals dat voor de Rotterdamse haven en Schiphol al langer wordt gebruikt. De greenport wordt daarom ook wel de 'derde mainport' genoemd. Onderling zijn er ook relaties tussen deze mainports en Greenports door de internationale handel en transport per vliegtuig en schip.
Overigens zit niet alle productie in de Greenports, er zijn ook nog andere regionale gebieden. Deze worden in de Nota Ruimte de landbouwontwikkelingsgebieden (LOG's) genoemd: Zuidplaspolder, Berlikum, Emmen, Grootslag, Californië/Siberië (L), Luttelgeest, Bergerden, IJsselmuiden, Moerdijkse Hoek en Terneuzen. Intussen heeft een evaluatie in opdracht van het ministerie van LNV in 2005 duidelijk heeft gemaakt dat Luttelgeest en Moerdijkse Hoek bij gebrek aan draagvlak niet zullen worden ontwikkeld. De overige maken nog wel kans om tot ontwikkeling te komen en in een paar gevallen gebeurt dat ook.
De Greenports en Landbouwontwikkelingsgebieden werken samen in Greenport(s) Nederland.
De strategie van Greenport(s) Nederland is gebaseerd op het opereren vanuit gezamenlijke belangen: vanuit het bedrijfsleven, belangenorganisaties en vanuit de lokale, provinciale en landelijke overheid. Door een netwerkstructuur worden de ontwikkelingen van vijf kernen (Greenports) en de verbonden overige productielocaties in de glastuinbouw, boom- en bollenteelt (satellietgebieden) met elkaar verbonden.
Greenport(s) Nederland heeft samenhang en commitment in een gezamenlijke agenda gebracht met de volgende speerpunten:
- Kennis en innovatie;
- Economie en Ruimte ;
- Infrastructuur en Logistiek;
- Europese agenda.

Vanuit deze agenda zorgt Greenport(s) Nederland voor een visie op de ontwikkeling van de Nederlandse tuinbouw, voor bestuurlijke uitvoeringsafspraken en voor blijvend commitment bij overheden, bedrijfsleven en overige organisaties. Er functioneert een Stuurgroep, die een aantal keer per jaar samenkomt en een faciliterende managementgroep.
In juni 2005 vond de eerste conferentie van Greenport(s) Nederland plaats en is er een gezamenlijke agenda ‘Manifest Greenport(s) Nederland’ vastgesteld.
Vervolgens werd, na enkele tussenconferenties, in juni 2006 de visie ‘Greenport(s) Nederland, Manifest in uitvoering’ vastgesteld. Daarbij is afgesproken te komen tot een uitvoeringsstrategie voor de benoemde opgaven van Greenport(s) Nederland.
De uitvoeringsstrategie van de stuurgroep Greenport(s) Nederland is verwoord in Bestuurlijke Uitvoeringsafspraken. Deze afspraken bepalen zowel de inhoudelijke als de investeringsagenda van Greenport(s) Nederland. In de uitvoeringsafspraken is steeds aangegeven:
- wat er gedaan moet worden;
- welke partij de trekker is en welke partij daarbij ondersteunt;
- wanneer het product gereed is.

Bij de uitwerking van deze afspraken worden ook de knelpunten in de regelgeving en het benodigde instrumentarium inzichtelijk. Partijen gaan aan de slag om dat zo goed mogelijk op te lossen. Zo nodig komt het onderwerp regelgeving en instrumentarium gebundeld aan de orde in de stuurgroep Greenport(s) Nederland. Door ondertekening van deze bestuurlijke uitvoeringsafspraken op 21 juni 2007 geven de betrokken partijen aan dat zij aan de slag gaan met de uitvoering.